# Tracey McFarlane
Tracey Danielle McFarlane (Montréal, 20 luglio 1966) è un'ex nuotatrice statunitense.
Specializzata nella rana ha vinto la medaglia d'argento nella staffetta 4x100 m misti alle Olimpiadi di Seul 1988.

## Palmarès
- Giochi olimpici

1988 - Seul: argento nella staffetta 4x100m mx.
- Giochi PanPacifici

1989 - Tokyo: oro nella staffetta 4x100m mx, argento nei 100m rana e bronzo nei 200m rana.
- Vincitrice della Coppa del Mondo di rana nel 1990